# Castello di Pessola
Das Castello di Pessola, auch Castello dell’Agnellina genannt, ist eine abgegangene mittelalterliche Niederungsburg im Zentrum der kleinen Siedlung Pessola, einem Ortsteil der Gemeinde Varsi in der italienischen Region Emilia-Romagna.

## Geschichte
Die Burg wurde im Mittelalter errichtet, vermutlich im 13. Jahrhundert im Auftrag von Armando da Pessola, der 1271 gezwungen war, sie an die Stadt Piacenza zu verkaufen. Wenige Tage nach dem Verkauf brachte sich eine Gruppe von Vertriebenen aus Parma und Piacenza, die mit Ubertino Landi verbündet waren, in den Besitz der Burg, wurden aber von den städtischen Truppen angegriffen, und nach einer kurzen Belagerung überwältigt.
Später fiel die Burg an die Markgrafen Pallavicini aus Pellegrino, zusammen mit Carpadasco, Valmozzola, dem Cenedolatal und dem Stironetal.
1428 wurde das Castello di Pellegrino von den Truppen des Herzogs von Mailand, Filippo Maria Visconti, unter der Führung des Condottiere Niccolò Piccinino angegriffen. Der Markgraf Manfredo Pallavicino wurde gefangen genommen und unter Folter gezwungen, zu gestehen, dass er sich gegen den Herzog verschworen hätte, der ihn daraufhin zum Tode verurteilte. 1438 wurde das Lehen Piccinino zugesprochen, dem seine Söhne Francesco und Jacopo nachfolgten.
1472 verlehnte der Herzog Galeazzo Maria Sforza Pellegrino und all seine Dependenzen, darunter Pessola mit seiner Burg, an seinen Vetter Ludovico Fogliani, dem er gestattete, an seinen Nachnamen den Namen „Sforza“ anzuschließen.
Der letzte Markgraf, ‚Giovanni Fogliani Sforza d’Aragón, der ab 1755 Vizekönig von Sizilien war, gab 1759 seine Lehen zugunsten von Federico Meli-Lupi di Soragna, dem Sohn seiner Schwester, auf.
Die Burg, die schon lange Zeit aufgegeben war, verfiel zu einer Ruine, so sehr, dass 1804, ein Jahr vor der Abschaffung der Feudalrechte durch Napoleon, nur noch einige Ruinen der Mauern, sowie Kellerräume, erhalten waren. Später gingen auch diese letzten Spuren verloren.